# 石黒清介
石黒 清介（いしぐろ せいすけ、1916年3月17日 - 2013年1月27日）は、歌人、編集者、出版人。短歌新聞社元社長。
新潟県三条市生まれ、栃尾市育ち。本名は清作。1940年、同郷の詩人内藤鋠策と『抒情詩』を復刊する。1943年応召を受け、中国、仏領インドシナなどで従軍。戦後、郷里新潟県で「越後短歌」を創刊。
1953年東京で短歌新聞社を創立、月刊短歌情報誌『短歌新聞』を発刊。1977年に月刊短歌総合誌『短歌現代』を創刊した。以後、2011年12月の廃業まで一貫して社長を務めた。名歌集を安価で読める「短歌新聞社文庫」、新鋭歌人による「現代歌人叢書」「現代女流短歌全集」の創刊や、短歌現代新人賞の創設、『短歌現代』編集長に高瀬一誌を起用するなどの施策を打ち出し、戦後短歌に大きな影響を与えた。
1997年『雪ふりいでぬ』で第24回日本歌人クラブ賞を受賞。2002年第4回島木赤彦文学賞を受賞。2009年第32回現代短歌大賞特別賞を受賞。2012年『短歌新聞』『短歌現代』を長年発行した業績により第3回日本歌人クラブ大賞受賞。

## 著書
- 『樹根 歌集』新藁短歌會 1947
- 『人間の小屋以前 歌集』短歌新聞社 1964
- 『湘潭にて 石黒清介歌集』短歌新聞社 1967 十月会シリーズ
- 『古志 歌集』短歌新聞社 1973
- 『巣守 歌集』短歌新聞社 1975
- 『栃尾 歌集』短歌新聞社 1976 十月会シリーズ
- 『平明 歌集』短歌新聞社 1982
- 『樹下 歌集』短歌新聞社 1985
- 『谷野 歌集』短歌新聞社 1987
- 『夏草 歌集』短歌新聞社 1988
- 『雪後 歌集』短歌新聞社 1989
- 『三月 歌集』短歌新聞社 1991
- 『中国小吟 歌集』短歌新聞社 1991
- 『恋ケ窪 歌集』短歌新聞社 1992
- 『樹陰 歌集』短歌新聞社 1993
- 『三春 歌集』短歌新聞社 1994
- 『中国再遊 歌集』短歌新聞社 1994
- 『草の上 歌集』短歌新聞社 1995
- 『西安 歌集』短歌新聞社 1995
- 『午後の天 歌集』短歌新聞社
- 『雪ふりいでぬ 歌集』短歌新聞社 1996
- 『三月の雪 歌集』短歌新聞社 1997
- 『夜雪 歌集』短歌新聞社 1998
- 『桃の木 歌集』短歌新聞社 1998
- 『立冬 歌集』短歌新聞社 1999
- 『待春 歌集』短歌新聞社 2000
- 『午後 歌集』短歌新聞社 2001
- 『夜のいろ 歌集』短歌新聞社 2002
- 『雪降る 歌集』短歌新聞社 2004

## 参考
- デジタル版日本人名大事典

## 注
1. ↑  『文藝家協会ニュース』2013年4月号